# Tsūjō Kōgeki ga Zentai Kōgeki de ni Kai Kōgeki no Okā-san wa Suki Desuka?
Tsūjō Kōgeki ga Zentai Kōgeki de ni Kai Kōgeki no Okā-san wa Suki Desuka? (通常攻撃が全体攻撃で二回攻撃のお母さんは好きですか? Do You Love Your Mom and Her Two-Hit Multi-Target Attacks?) ist eine Light-Novel-Reihe von Dachima Inaka die seit 2017 erscheint.
Die Serie erfuhr eine Umsetzung als Manga. Eine Animeserie wurde von J.C.Staff produziert und wird seit dem 13. Juli 2019 in Japan ausgestrahlt. Die Serie folgt dem Oberschüler Masato Ōsuki und dessen Mutter, die gemeinsam in eine computerähnliche Spielewelt transportiert werden und dort Abenteuer bestreiten.

## Handlung
Masato Ōsuki ist ein Oberschüler, der gewöhnlich von seiner überfürsorglichen Mutter Mamako genervt ist. Nachdem er an einer Umfrage teilgenommen hat erscheint eines Tages die Spiele-Entwicklerin Masumi Shirase bei den Ōsukis und teleportiert Mutter und Sohn in die Betaversion eines speziellen MMMMMORPG (namentlich ein „Mom’s-Massively-Maternal-Multiplayer-Making-Up-with-Offspring-Role-Playing-Game“). Masato versucht seine Fähigkeiten innerhalb der Spielewelt unter Beweis zu stellen, muss aber entsetzt feststellen, dass seine Mutter bessere Statistiken als er hat und ihn bei Weitem übertrifft. Im Laufe ihres Abenteuers in der Spielewelt schließen sich den beiden drei weibliche Spielerinnen an und formieren eine Gruppe. Gemeinsam begeben sie sich auf Abenteuer und finden heraus, dass das Ziel des Spiels die Stärkung des Zusammenhalts zwischen Müttern und ihren Kindern ist.

## Charaktere
Mamako Ōsuki (大好 真々子, Ōsuki Mamako)
Mamako ist Masatos Mutter und die Protagonistin der Serie. Sie besitzt einen leichtfertigen und naiven Charakter, liebt ihren Sohn so sehr, dass es ihn nervt. Sie trägt zwei extrem mächtige Schwerter bei sich. Sie behandelt die anderen Gruppenmitglieder wie ihre eigenen Adoptivkinder.
Masato Ōsuki (大好 真人, Ōsuki Masato)
Masato ist Mamakos Sohn und der Hauptcharakter der Serie. Er ist genervt von der mütterlichen Liebe zu ihm, dass er sich zu Beginn gefreut hat in eine Spielewelt teleportiert worden zu sein. Er kann es nicht leiden wenn seine Mutter in Situationen eingreift, die er meistern will. Im Verlauf der Serie lernt er die Handlungen seiner Mutter zu schätzen.
Wise (ワイズ, Waizu)
Wise ist ein Mitglied in Masatos Gruppe und Magierin. Sie ist stolz und gehässig, hat aber auch eine freundlichere Seite an sich. Ihre Mutter ist eine Männer aufreißende Gegenspielerin, die ihre Tochter fallen gelassen hat, nachdem sie sich als wesentlich stärker als Wise entpuppt hat. Wise richtiger Name lautet Genya.
Porta (ポータ, Pōta)
Porter ist ein weiteres Mitglied der Gruppe und eine Handwerkerin, die allerdings in Kämpfe nicht eingreifen kann, da sie eine Nichtkämpferklasse gewählt hat. Sie unterstützt Masatos Gruppe in jeglicher Hinsicht und kann unzählige Gegenstände mit sich führen.
Medhi (メディ, Medi)
Medhi ist ebenfalls ein Mitglied in Masatos Gruppe und Heilerin. Masato, Wise, Porta und Medhi besuchten im Spiel gemeinsam eine Schulklasse. Medhis Mutter ist sehr streng und versucht alles, damit ihre Tochter die Beste ist. Wenn etwas nicht nach Plan läuft hört man Medhi flüstern, wie sehr sie ihre Mutter verachtet.
Masumi Shirase (白瀬 真澄, Shirase Masumi)
Masumi Shirase ist Spiele-Entwicklerin des MMMMMORPGs und tritt im Verlauf der Serie ebenfalls mit einem Charakter im Spiel auf. Dort hat sie sämtliche autoritären Klassen inne. Sie versorgt Masatos Gruppe mit Informationen und weist an, wo sie als Nächstes eine Aufgabe zu erledigen haben. Markenzeichen ist ihre sachliche Aussprache und Auftreten.

## Synchronisation
| Rolle          | Japanische Stimme (Seiyū) |
| -------------- | ------------------------- |
| Mamako Ōsuki   | Ai Kayano                 |
| Masato Ōsuki   | Haruki Ishiya             |
| Wise           | Sayumi Suzushiro          |
| Porta          | Sayaka Harada             |
| Medhi          | Lynn                      |
| Masumi Shirase | Satomi Arai               |

## Umsetzungen

### Light Novel und Manga
Dachima Inaka veröffentlicht die Light-Novel-Serie mit Zeichnungen von Pochi Iida seit dem 20. Januar 2017 im Fujimi Fantasia Bunko des Verlages Fujimi Shobō. In Werbevideos für die Romanreihe verlieh die Synchronsprecherin Ai Kayano der titelgebenden Mutter ihre Stimme. Das japanische Unternehmen Animate verschenkte ein 16-seitiges Werbeexemplar an alle Kunden die beim Einkauf ihre Mutter mitnahmen und dabei eines von vier Gewinnerwerken des 29. Fantasia Preises kauften.
Am 31. März 2018 verkündete der Verleger Yen Press während der Sakura-Con, dass man sich die Rechte an der Veröffentlichung der Romanserie für den nordamerikanischen Markt gesichert habe. Andrew Cunningham übersetzt die Light-Novel-Serie in die englische Sprache. Bisher sind acht Romanbände erschienen.
Eine Web-Manga-Umsetzung von Meicha erscheint seit dem 26. September 2019 im Young Ace Up des Verlages Kadokawa Shoten. Bisher erschienen zwei Bände im Tankōbon-Format. Der Manga ist zudem auf der zu Kadokawa gehörenden Plattform Comic Walker im digitalen Format aufrufbar.

### Videospiel
Zur Serie entstand zudem ein RPG-Maker-Videospiel durch den Entwickler Wolf (u. a. The Great Hamburger War) im Auftrag des Verlages entwickelt.

### Animeserie
Am 21. Oktober 2018 wurde während des Fantasia Bunko Dai Kanshasai bekanntgegeben, dass die Light-Novel-Serie eine Umsetzung als Animeserie durch das Produktionsstudio J.C.Staff erhalten werde. Als Regisseur fungierte Yoshiaki Iwasaki während das Drehbuch von Deko Akao geschrieben wurde. Yohei Yaegashi entwarf die Charakterdesigns und Keiji Inai schrieb die Musik für die Serie. Die erste Episode wurde am 13. Juli 2019 auf Tokyo MX und weiteren Fernsehsendern gezeigt.
Eine OVA-Episode wird am 25. März 2020 zusammen mit dem sechsten Volume der Serie auf Blu-ray veröffentlicht. Aniplex of America sicherte sich die Lizenz für Nordamerika.
Das Intro イヤヨイヤヨモスキノウチ Iya yo Iya yo Mosuki no Uchi wird von Spira Spica gesungen während das Outro 通常攻撃が全体攻撃で二回攻撃ママ Tsūjou Kōgeki ga Zentai Kōgeki de ni Kai Kōgeki Mama von Ai Kayano interpretiert wird.

## Erfolge
Tsūjō Kōgeki ga Zentai Kōgeki de ni Kai Kōgeki no Okā-san wa Suki Desuka? gewann einen Preis bei den 29. Fantasia Bunko Awards. Wenige Tage nach Veröffentlichung des ersten Romans wurden knapp 12.900 Exemplare verkauft. Im Mai 2017 verkauften sich die ersten beiden Bände des Romans zusammen 100.000 mal.